# Cailee Spaeny
Cailee Spaeny (Missouri, Springfield, 1998. július 24. –) amerikai színésznő.
Legnagyobb kritikai sikerét Priscilla Presley megformálásával érte el a Priscilla című 2023-as életrajzi filmben. Alakításával Volpi Kupát nyert és Golden Globe-díjra jelölték.

## Ifjúkora
Spaeny a Missouri állambeli Springfieldben született. Fiatalon sok időt töltött a Springfield Little Theatre csoportban, ahol számos színdarabban vett részt. A 2013–2014-es szezonban Dorothy főszerepét alakította az Óz, a nagy varázslóban.
2016-ban a Future Town Music-on keresztül kiadta debütáló "Fallin" című kislemezét az iTunes számára.

## Pályafutása
Debütáló filmje a Counting to 1000 című 2016-os rövidfilm volt. 2018-ban több jelentősebb filmben szerepet kapott: feltűnt Steven S. DeKnight a Tűzgyűrű: Lázadás című sci-fijében, John Boyega és Scott Eastwood oldalán. Játszott Drew Goddard Húzós éjszaka az El Royale-ban című thrillerében, Mimi Leder Az egyenjogú nem című filmdrámájában és Adam McKay Alelnök című életrajzi rendezésében. 2020-ban a Bűvölet – Az örökség című filmben szerepelt.
2023-ban a címszereplőt alakította Sofia Coppola Priscilla című filmjében. A szereppel pozitív kritikákat szerzett és elnyerte a legjobb női főszereplőnek járó Volpi Kupát. 2024-ben főszerepet kapott az Alien: Romulus című horrorfilmben. 2025-ben a Balhé című sorozat második évadjában tér vissza a képernyőre.

## Filmográfia

### Film
| Év   | Magyar cím                     | Eredeti cím                | Szerep                | Magyar hang    | Rendező            |
| ---- | ------------------------------ | -------------------------- | --------------------- | -------------- | ------------------ |
| 2018 | Tűzgyűrű: Lázadás              | Pacific Rim: Uprising      | Amara Namani          | Koller Virág   | Steven S. DeKnight |
| 2018 | Húzós éjszaka az El Royale-ban | Bad Times at the El Royale | Rose Summerspring     | Hermann Lilla  | Drew Goddard       |
| 2018 | Az egyenjogú nem               | On the Basis of Sex        | Jane Ginsburg         | Ruszkai Szonja | Mimi Leder         |
| 2018 | Alelnök                        | Vice                       | Lynne Cheney fiatalon | Mentes Júlia   | Adam McKay         |
| 2020 | Bűvölet – Az örökség           | The Craft: Legacy          | Lily Schechner        | Rudolf Szonja  | Zoe Lister-Jones   |
| 2021 | Mielőtt mindennek vége         | How It Ends                | Liza fiatalon         | Rudolf Szonja  | Daryl Wein         |
| 2021 | Mielőtt mindennek vége         | How It Ends                | Liza fiatalon         | Rudolf Szonja  | Zoe Lister-Jones   |
| 2023 | Priscilla                      | Priscilla                  | Priscilla Presley     | Rudolf Szonja  | Sofia Coppola      |
| 2024 | Polgárháború                   | Civil War                  | Jessie                | Koller Virág   | Alex Garland       |
| 2024 | Alien: Romulus                 | Alien: Romulus             | Rain Carradine        | Koller Virág   | Fede Álvarez       |

### Televízió
| Év   | Magyar cím          | Eredeti cím      | Szerep                 | Megjegyzések                                                |
| ---- | ------------------- | ---------------- | ---------------------- | ----------------------------------------------------------- |
| 2020 | Devs                | Devs             | Lyndon                 | - minisorozat (8 epizód) - magyar hangja: - Tamási Nikolett |
| 2021 | Easttowni rejtélyek | Mare of Easttown | Erin McMenamin         | - minisorozat (5 epizód) - magyar hangja: - Rudolf Szonja   |
| 2022 | Az elnökfeleségek   | The First Lady   | Anna Roosevelt Halsted | visszatérő szereplő (7 epizód)                              |

### Videóklipek
| Év   | Együttes                 | Dal                  |
| ---- | ------------------------ | -------------------- |
| 2019 | The All-American Rejects | "Send Her to Heaven" |

## Fordítás
- Ez a szócikk részben vagy egészben  a   Cailee Spaeny című angol Wikipédia-szócikk fordításán alapul.  Az eredeti cikk szerkesztőit annak laptörténete sorolja fel. Ez a jelzés csupán a megfogalmazás eredetét és a szerzői jogokat jelzi, nem szolgál a cikkben szereplő információk forrásmegjelöléseként.